# Aeroporto di Napoli
Luchthaven Napels (Italiaans: Aeroporto di Napoli, officiële naam: Ugo Niutta) (IATA: NAP, ICAO: LIRN) is de luchthaven van Napels. Het is gelegen op 5,9 km ten noordoosten van het centrum van de stad Napels, net nog binnen het grondgebied van de stad in de wijk San Pietro a Patierno. De luchthaven heeft twee terminals: Terminal 1 is voor de lijnvluchten en Terminal 2 wordt gebruikt voor chartervluchten. De luchthaven wordt geëxploiteerd door GE.SAC, een bedrijf dat gedeeltelijk in handen is van het Britse luchthavenbedrijf BAA. Met meer dan 8,5 miljoen reizigers in 2017, was het dat jaar de op zes na drukste luchthaven van Italië.
Ook wordt de luchthaven gebruikt door de Italiaanse en Amerikaanse luchtmacht.

## Passagiers
De passagiersaantallen tussen 2000 en 2019:
- 2000: 4.136.508 passagiers (+13%)
- 2001: 4.003.001 passagiers (−3,2%)
- 2002: 4.132.874 passagiers (+3,2%)
- 2003: 4.587.163 passagiers (+11%)
- 2004: 4.632.388 passagiers (+1%)
- 2005: 4.588.695 passagiers (−0,9%)
- 2006: 5.095.969 passagiers (+11,1%)
- 2007: 5.775.838 passagiers (+13,3%)
- 2008: 5.642.267 passagiers (−2,3%)
- 2009: 5.322.161 passagiers (−5,7%)
- 2010: 5.584.114 passagiers (+4,9%)
- 2011: 5.768.873 passagiers (+3,3%)
- 2012: 5.801.836 passagiers (+0,6%)
- 2013: 5.444.422 passagiers (−6,2%)
- 2014: 5.960.035 passagiers (+9,5%)
- 2015: 6.163.188 passagiers (+3,4%)
- 2016: 6.775.988 passagiers (+9,9%)
- 2017: 8.577.507 passagiers (+26,6%)
- 2018: 9.932.029 passagiers (+15,8%)
- 2019: 10.860.068 passagiers (+9,3%)